# Philippe d’Huy
Philippe d’Huy (* um 1956; † 19. Juni 2014) war ein französisch-guadeloupischer Gwoka- und  Jazzgitarrist.

## Leben und Wirken
D’Huy studierte in Paris an der American School of Music; sein erstes Album erschien 1978 (Constations et Contradictions) und erhielt den Prix International de la Jeune Chanson. Nach seiner Rückkehr nach Guadeloupe 1994 gründete er das Caraïbe Jazz Ensemble; mit seinem Bruder Raymond trat er als Huy & Co. auf (Album d’Huy Brothers und Zapping, mit Henri Debs). 1995 begleitete er den Sänger César Durcin; 2007 wirkte er bei Raymond d'Huys Album MesTissages mit.
D'Huy starb im Alter von 58 Jahren an den Folgen eines Herzinfarkts.